# Max Gustafson
Max Gustafson, född den 3 november 1977 i Göteborg, är en svensk satirtecknare och konstnär.
Max Gustafson har medverkat i ett flertal dagstidningar och tidskrifter såsom City, Göteborgs-Posten, Aftonbladet, Kollega, Akademikern, SEKO tidningen, Kommunal Ekonomi, Dagens ETC med mera. Hans alster har även synts i serietidningarna Elvis, Larson!, Pondus, Herman Hedning och politiska bloggar som Alliansfritt Sverige och Supermiljöbloggen. Han tecknar nu mestadels satirbilder åt dagspress, magasin, ideella organisationer och fackföreningar såsom Seko, IF Metall och LO. Han har medverkat som tecknare åt SVT:s programserie Idévärlden och har haft ett flertal utställningar, till exempel på Dunkers Kulturhus, Borås Konstmuseum och Göteborgs Stadsbibliotek. Han gör även väggmålningar samt politisk konst och abstrakt konst på canvas.
Han har läst klassisk animation vid Fellingsbro folkhögskola och 3D-animation vid ITC AB. 
Han var även initiativtagare till Serieateljén, en frilansbyrå för tecknare belägen i Göteborg.
Max Gustafson har släppt sju böcker - Doglas (2008), Samir del 1 (2009), Samir del 2 (2010), Det rånade folket (2014) , Homo Consumericus (2021) , Vem har tid med politik? (2022) och Partiets själ (2024).
2018 fick Max Gustafson EWK-priset och 2024 mottog han LO:s Kulturpris.

## Satirteckningar
I sina satirteckningar använder sig Max av vass humor ur ett samhällskritiskt vänsterperspektiv. Teckningarna tar ofta upp aktuella ämnen inom politik, arbete, miljö, rättvisefrågor och världen i stort.

## Serier

### Clarry
Clarry är en strip-serie som går i tidningen Kommunal Ekonomi sedan 2008. Max skrev manus och tecknade serien fram till 2014. Därefter har Jan Kustfält tagit över tecknandet efter Max manus.

### Samir
Mellan 2005 och 2011 tecknade Max Gustafson strip-serien Samir. Två seriealbum har givits ut på Egmont Serieförlaget.

### Doglas
Mellan 2002 och 2006 tecknade Max Gustafson Doglas, en humorserie om den cyniske göteborgaren med samma namn, i akvarell och tusch. Serien gick som originalserie i Göteborgs-Posten. 
2008 gavs albumet Doglas ut på Komika Förlag.

### Tompa
Tompa var en politisk originalserie som gjordes för Stockholms Fria Tidning 2001.  

### En sjuk värld
Max Gustafsons första publicerade serie En sjuk värld gick i ungdomstidningen Pannik mellan år 1997 och 2000.